# Josef Epp
Josef Epp, né le 1er mars 1920 et mort le 28 février 1989, est un footballeur autrichien. Membre de l'équipe nationale autrichienne, il participe aux Jeux olympiques d'été de 1948.

## Biographie

### En club
Josef Epp joue en faveur du Wiener Sport-Club, du LASK Linz, du First Vienna FC, et du club suisse du Servette FC.
Il inscrit 18 buts en championnat lors de la saison 1948-1949, puis 24 buts lors de la saison 1952-1953.

### En équipe nationale
Il reçoit 8 sélections et inscrit 5 buts en équipe d'Autriche entre 1946 et 1948.
Il joue son premier match en équipe nationale le 14 avril 1946 en amical contre la Hongrie, et son dernier le 3 octobre 1948 contre cette même équipe, toujours en amical.
Il inscrit son 1er but en sélection le 1er décembre 1946 contre l'Italie à Milan. Le 4 mai 1947, il inscrit un doublé contre la Hongrie à Budapest. Il inscrit à nouveau un doublé le 18 avril 1948 contre la Suisse à Vienne.
Il participe avec l'équipe nationale aux Jeux olympiques d'été de 1948 organisés à Londres. Lors du tournoi olympique, il joue un match contre la Suède.